# Tragó de Segre
Tragó de Segre, també anomenat Tragó de Peramola, és un poble petit de 62 habitants situat al marge de ponent del riu Segre, dins del municipi de Peramola. Els seus habitants viuen principalment de l'agricultura i la ramaderia. El poble té una església romànica d'una sola nau i un campanar d'espadanya d'un sol ull, possiblement del segle xi tot i que les primeres referències documentals són del 1279. L'església, Santa Llúcia de Tragó, és l'església parroquial de Tragó i Nuncarga.

## Història

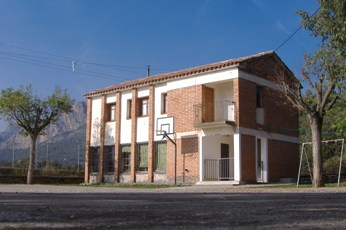
Antiga Escola

La llegenda de La donzella de Tragó afirma que els orígens del poble es troben a Tragó d'Ares. No obstant això, a banda del que diu la llegenda, es desconeix la data aproximada de fundació del poble ni els seus motius. De totes maneres, apareix documentat per primera vegada l'any 1035 com a "Drago". I és que el nom de Tragó vindria del llatí tracone, segons Coromines, en llatí tardà tragone, que vindria a ser un "forat de la terra per on s'absorbeixen les aigües", un remolí. Així doncs, prop dels tres pobles catalans que s'anomenen Tragó (Tragó de Segre, Tragó de Noguera i Tragó d'Ares, els dos darrers ja desapareguts) hi discorre algun riu o corrent d'aigua (el Segre, la Noguera Pallaresa i el torrent de l'Ossa, respectivament) en què hi podria haver hagut alguna mena de remolí o xuclador. En el cas que ens ocupa, podria haver estat a la roca sobre la quan s'assenta la casa de La Ribera, on temps enrere el riu es va veure forçat a fer un meandre sinuós, i de la tradició oral ens arriba que, en efecte, hi hagué un remolí temut per riberencs i raiers.
A Tragó, entre els dos valls que antigament tancaven la muralla, hi ha tres carrers que miren cap al riu Segre: el que baixa de cal Rei fins a Cal Pauqueta nou, i gira cap a Cal Casanova (camí de Santa Llúcia); el que va de Cal Sastre fins a Cal Gràcio (carrer Major) i el que uneix Cal Capcarrer amb Cal Llucrècio (carrer del Forn). Al cap i al peu del poble n'hi ha dos més de paral·lels al Segre: el que des de la plaça va a trobar la carretera que puja cap al Pla de Tragó i cap a Peramola (camí de Peramola), i el tram de carretera que ve de la Palanca i va fins a Nuncarga (carretera d'Oliana). Tragó té dues places: la petita, anomenada plaça del Vall, era el lloc on antigament es feia el ball de Festa Major; la gran, en canvi, és molt més recent, és la plaça d'Estudi. Avui en dia és on es duen a terme la majoria d'activitats de la Festa Major. La plaça té aquest nom perquè havia estat el pati de l'escola de Tragó, tancada ja fa bastants anys, que es fa servir actualment com a consultori mèdic, local d'assaig...

## Fira
Antigament a Tragó de Segre se celebraven una fira i una Festa Major. La fira se celebrava per Santa Llúcia, patrona del poble i de la vista, i consistia en unes quantes paradetes de mercaders que feien estada a la plaça de davant de l'església. Aquell dia, tots els tragonins i també alguns nuncarguesos i peramolins, anaven a la fira a comprar alguna cosa. Es feia conjuntament amb la Festa Major, que aleshores era la mateixa per Tragó i Nuncarga. Malauradament, la fira es deixà de fer ara fa molts anys.

## Festa Major
La Festa Major de Tragó antigament se celebrava el dia de Santa Llúcia, a la plaça de l'església, conjuntament amb la fira. Aleshores només hi havia una Festa Major per Tragó i Nuncarga. Es diu que abans a Tragó hi havia dos grups i un contractava una orquestra i l'altre una altra. Per això hi havia ball continu. Després la Festa Major de Tragó i Nuncarga es va dividir en dues, una per cada poble. Tot i així, la fira del dia de Santa Llúcia es va conservar durant uns quants anys més. Llavors la Festa Major de Nuncarga va passar a celebrar-se el 2n cap de setmana de setembre i la de Tragó el 3r. Això a estat així fins fa pocs anys, que per acord del poble s'ha canviat al 2n cap de setmana d'agost per qüestions meteorològiques majoritàriament. Però la Festa Major ha deixat rastre al 3r cap de setmana de setembre: cada any se celebra en aquesta data un dinar popular, que s'anomena el dinar de la Festa Major. Últimament les Festes Majors han constat de cinema a la fresca els divendres (molt recentment s'ha introduït una sardinada popular); jocs per la canalla i ball el dissabte; i santa missa, cercavila i ball el diumenge.

## Església

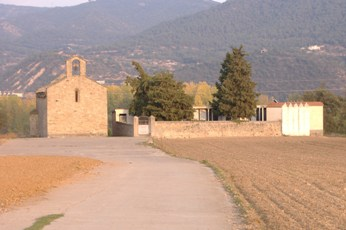
Santa Llúcia

L'església de Tragó, que també és parroquial de Nuncarga, té com a patrona Santa Llúcia, antigament Santa Maria del Pla. Santa Llúcia de Tragó és especialment remarcable per la seva capçalera trevolada. L'església de Tragó (Drago) apareix documentada per primer cop l'any 1279. Abans d'estar dedicada a Santa Lucía havia estat sota les advocacions de Nostra Senyora del Roser i Santa Maria del Pla. És un edifici d'una sola nau, coberta amb volta de canó, de secció semicircular i reforçada per dos arcs torals. La capçalera, trevolada com havíem dit, està formada per un absis central i dues absidioles laterals de dimensions més reduïdes. Al centre de cada absis hi ha una finestra centrada de doble esqueixada. Una quarta finestra, a la façana de ponent, conserva vestigis de pintura mural. La porta s'obre a la façana sud, amb un arc adovellat. El campanar, situat a ponent, és una senzilla espadanya d'un sol ull.

## Establiments
Tragó ha tingut diversos establiments i empreses des de sempre. Alguns dels que tenim present que han existit són els següents:
- El forn del poble, que donà nom a un dels carrers. Fa temps que va ser tancat i ensorrat.
- Serveis Tragó S.L. Treballava per la fàbrica d'electrodomèstics TAURUS. Es va tancar la primera dècada del segle XXI.
- Un petit comerç local a Cal Rei on la gent havia anat a comprar sempre els queviures. Es va tancar a finals de la segona dècada del segle XXI.
- El negoci de la barca que passava passatgers d'una banda a l'altra del Segre. Es va abandonar amb la construcció del pantà, per la gran variabilitat del cabal d'aigua que baixava pel riu i que feia inviable la circulació de la barca amb seguretat.

## Accessos
Tragó es troba al marge de ponent del riu Segre, i les poblacions que hi ha en aquest costat no ofereixen gaires llocs de treball, i els establiments que hi ha són mínims. Per això els tragonesos es van veure obligats a anar a l'altra banda del riu, on Oliana oferia una gran quantitat de llocs de treball en l'empresa d'electrodomèstics TAURUS, i també una gran varietat d'establiments que no es podia trobar al municipi de Peramola. De primer s'hi podia anar fent la volta per "lo Pont", un pont romànic que fou dinamitat l'any 1939. Posteriorment s'hi va construir un altre pont més gran, en Pont de Peramola. Però eren molt lluny, i els tragonesos van decidir travessar el riu de més a prop. Per aconseguir-ho, van fer una sèrie de construccions i sistemes de transport.
1. El primer va ser una barca, propietat de Tragó. Segons la gent que ho va viure, de primer se'n cuidaven els de Cal Barquer, una casa que actualment no hi és, i que es trobava on ara hi ha l'actual Cal Parpella. Després passà a ser propietat de tot el poble. A causa d'un seguit de confrontacions polítiques abans de la guerra del 36, Tragó es dividí en dues parts, i cada una tenia una barca. L'una era sota del poble i l'altra a Rumbau. Quan n'hi tornà a haver només una, ja només se'n cuidaven unes quantes cases, fins que l'any 1955 se l'endugué una riuada.
2. La necessitat de travessar el riu a prop del poble va fer que es construís un sirgó. El sirgó era una sirga metàl·lica de la qual penjava un caixó gran, on si podia encabir un màxim de quatre persones. De primer, a la politja que rodava sobre la sirga, hi havia enganxada una maneta per fer-la rodar, i així es podia passar fàcilment d'una banda a l'altra. Amb el temps, però, la maneta es va fer malbé, i per fer passar el sirgó d'una banda a l'altra ja era més difícil. Hi havia d'haver una persona que donés una forta empenta al caixó, i així ja travessava la meitat del riu. Llavors hi havia d'haver una persona valenta que fes rodar la politja amb les mans fins a l'altra banda del riu.
3. Amb els problemes i inconvenients que tenia el sirgó, el poble va decidir canviar-lo per un pont penjant de fusta. Va ser el primer pont de Tragó. Pel pont hi passaven persones, animals i fins i tot motos. Amb el temps, els llistons de fusta que formaven el terra es van anar fent malbé, i molts s'hagueren de canviar. Tot i així, algunes vegades s'havien trencat al trepitjar-los i havien donat un bon espant al vianant.
4. Finalment es va acabar construint, el 1984,[4] un altre pont penjant més ample i fet de formigó armat, que els tragonesos anomenen La Palanca. L'any 2022 la Diputació de Lleida va atorgar un ajut als ajuntaments d'Oliana i Peramola per a la restauració del pont, consistent en la substitució de la barana i de les sirgues verticals i tensors i en una millora del ferm. Aquesta rehabilitació es va acabar la primavera del 2023.[5] La Palanca es conserva encara avui en dia, i hi poden passar tant vianants com vehicles de fins a 10 tones.